# A Film Unfinished
A Film Unfinished è un film-documentario del 2010 diretto da Yael Hersonski.

## Trama
Il documentario racconta la storia e la produzione di un film incompiuto dalla propaganda Germania nazista nel 1942 chiamato Das Ghetto ("Il Ghetto") girato all'interno del ghetto di Varsavia due mesi prima della liquidazione del ghetto e la conseguente deportazione di tutti gli abitanti, tutto pianificato dall'operazione Großaktion Warschau. Il documentario alterna le immagini originali con interviste ad abitanti del ghetto sopravvissuti, unito alla testimonianza di Willy Wist, uno degli operatori che effettuarono le riprese.

## Riconoscimenti
Il documentario è stato premiato al Sundance Film Festival 2010, dove ha vinto il World Cinema Documentary Editing Award, premio per il miglior montaggio. Al festival Hot Docs di Toronto, il film ha vinto il premio Best International Feature award.